# Sensualismo
El sensualismo, o sensismo, es la doctrina filosófica que pone el origen de las ideas exclusivamente en los sentidos.

## En la era de la Ilustración
Entre los modernos suele darse especialmente este nombre a la filosofía del abate Etienne Bonnot de Condillac, quien partiendo de la hipótesis de una estatua (modelo usado ya por Descartes y Diderot) que poseyera el sentido del olfato - el más imperfecto - aspira a probar que de la sola sensación proceden todas las ideas y todas las facultades. A diferencia de su par en Inglaterra, John Locke, quien afirmaba que existían dos fuentes de conocimiento: La que proporcionan los sentidos y la que proporcionan las operaciones de la razón (el juicio, las comparaciones, los sentimientos...). Además, enseña que los móviles únicos de las acciones del alma son el placer y el dolor. Que el alma carece de actividad y de libertad. Que la razón no es distinta de la sensibilidad ni superior a ella siendo el lenguaje la única superioridad del humano sobre los animales. Sin embargo, en oposición a su doctrina, afirma Condillac la existencia de Dios, la espiritualidad y libertad del alma, la virtud y el deber moral. En realidad, en opinión de muchos especialistas (inclusive contemporáneos suyos) su libro capital, Tratado de las sensaciones más allá de teorizar al imaginarse que haría una estatua a la que sucesivamente se le agregarían uno a uno los sentidos, no es muy sustancioso en conocimientos y nueva teoría. (W.R.) 
Sus discípulos Jean-Baptiste-René Robinet, Pierre-Jean-Georges Cabanis y Antoine Louis Claude Destutt, conde de Tracy (mitad del siglo XVIII) desarrollaron la doctrina sensualista de Condillac en sentido francamente materialista. Estas doctrinas alcanzaron mucho predicamento a principios del siglo XIX con el padre Francesco Soave, Gioia y Gian Domenico Romagnosi. En España, fueron sensualistas en igual época el padre José de Jesús Muñoz Capilla, religioso agustino, los padres jesuitas Juan Andrés y Antonio Eximeno, el cubano Félix Varela y otros.